# Premi Ratzinger
El premi Ratzinger de teologia és un premi anual atorgat pel Vaticà a contribucions al diàleg entre la fe i la raó. Va ser instituït per Benet XVI l'any 2010 i és atorgat a personalitats acadèmiques que ha contribuït a la teologia. Es considera el premi a la teologia acadèmica més prestigiós del món, considerat inoficialment com el Premi Nobel de teologia.
Intenta situar al centre de la reflexió la qüestió de Déu. La concessió del Premi Ratzinger vol cridar l'atenció de l'opinió pública sobre aquest tema i és una de les tres activitats d'lnstitut.
Concedeix també beques als doctorats en teologia i organitza congressos científics.

## Premis Ratzinger
2014
- Anne-Marie Pelletier, primera dona guanyadora del Premi Ratzinger, que estudia hermenèutica i exègesi bíblica i es dedica també al tema de la dona en el cristianisme i a l'Església.[cal citació]
- Waldemar Chrostowski, sacerdot polonès, biblista que es dedica al diàleg catòlic-judaic.[cal citació]

2013
- Richard A. Burridge (pastor i biblista anglès, degà del King College de Londres i Ministre de la Comunió Anglicana)[cal citació] Christian Schaller (teòleg alemany laic, professor de teologia dogmàtica i vicedirector de l'Institut Papa Benet XVI,[2] de Ratisbona, Alemanya).

2012
- Brian E. Daley, jesuïta nord-americà i professor de teologia a la Universitat de Notre Dame a Notre Dame a l'estat nord-americà d'Indiana. Actualment[Quan?] és secretari executiu de la Consulta Catòlico-Ortodoxa a Amèrica del Nord.
- Rémi Brague, professor emèrit de filosofia francesa medieval àrab a la Sorbona de París i professor de filosofia i de religió a la Universitat Ludwig-Maximilian de Múnic.

2011
- Olegario González de Cardedal, sacerdot espanyol i professor especialitzat en teologia dogmàtica ifonamental de la Universitat Pontifícia de Salamanca a l'estat espanyol Espanya.[cal citació]
- Maximilian Heim, sacerdot i abat del Monestir de Heiligenkreuz a Àustria.[cal citació] L'obra premiada és Joseph Ratzinger – Kirchliche Existenz und existentielle Theologie.[cal citació]
- Manlio Simonetti, sacerdot catòlic i professor d'història del cristianisme a Roma (Itàlia). És respectat com un expert en estudis cristians antics i d'interpretació bíblica patrística. És membre de l'Acadèmia Nacional dei Lincei.[cal citació]